# Dendrobium crumenatum
Dendrobium crumenatum es una especie de orquídea epífita originaria de Asia.

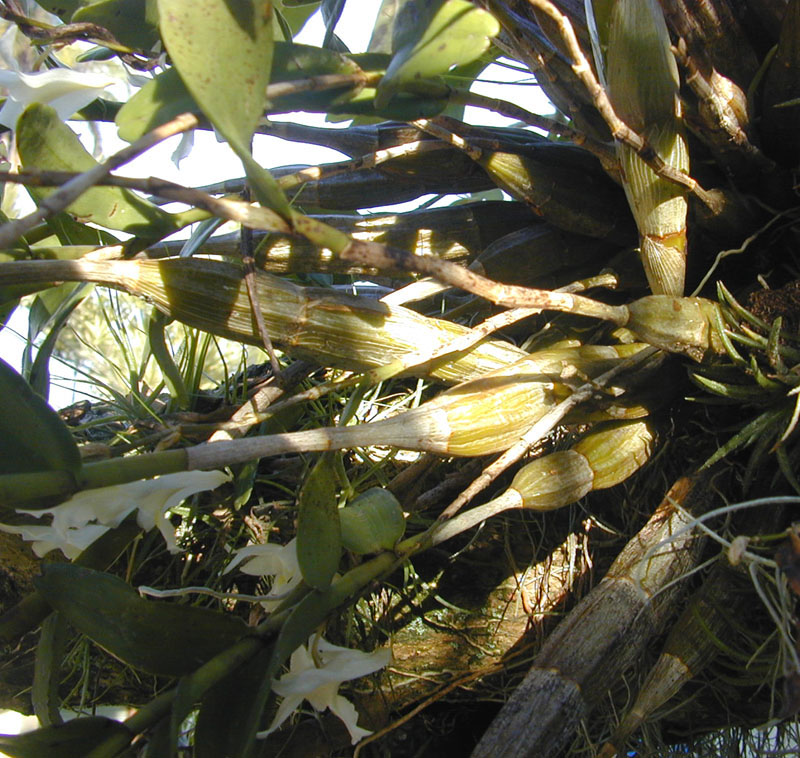
Pseudobulbos

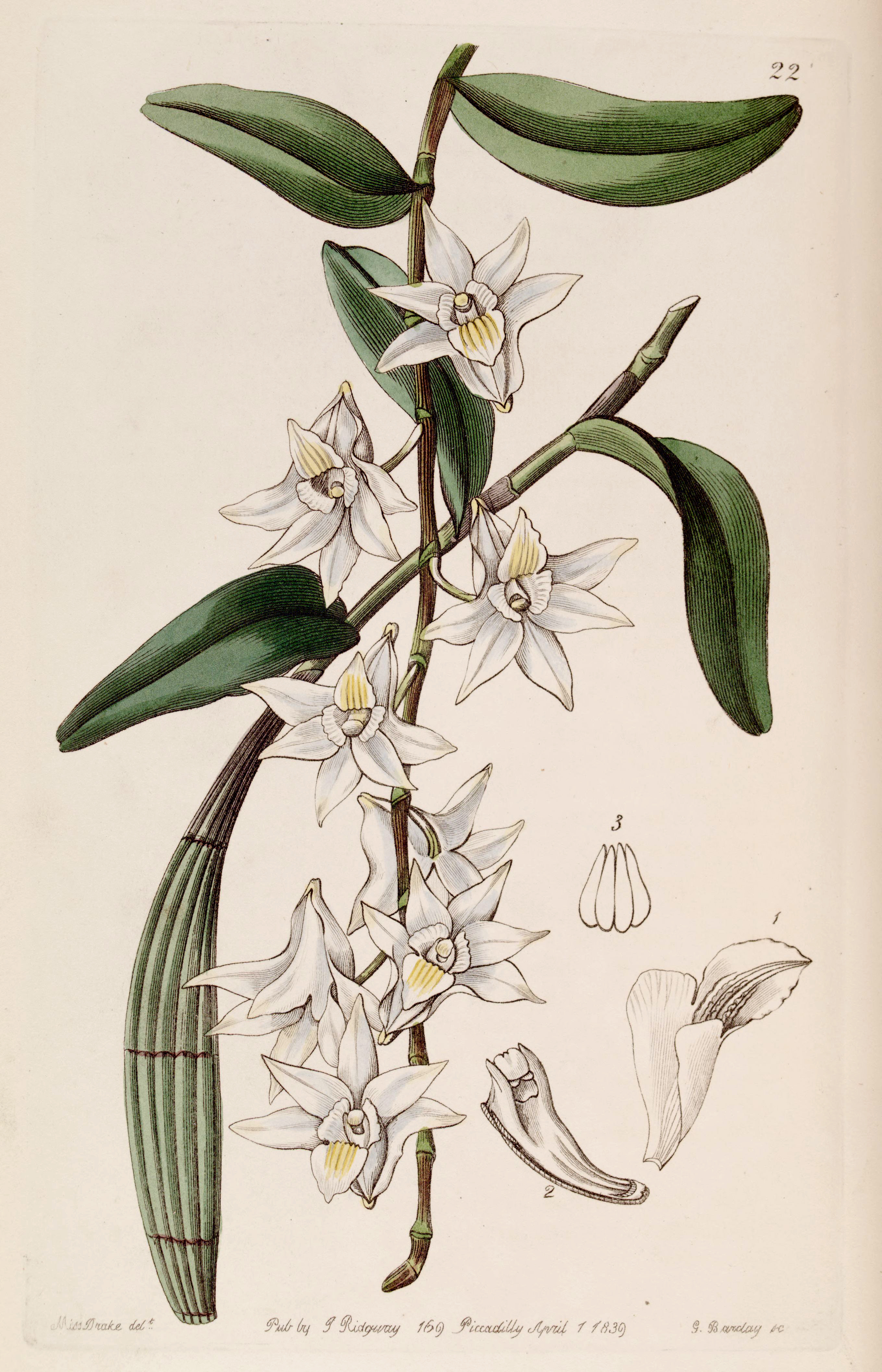
Ilustración

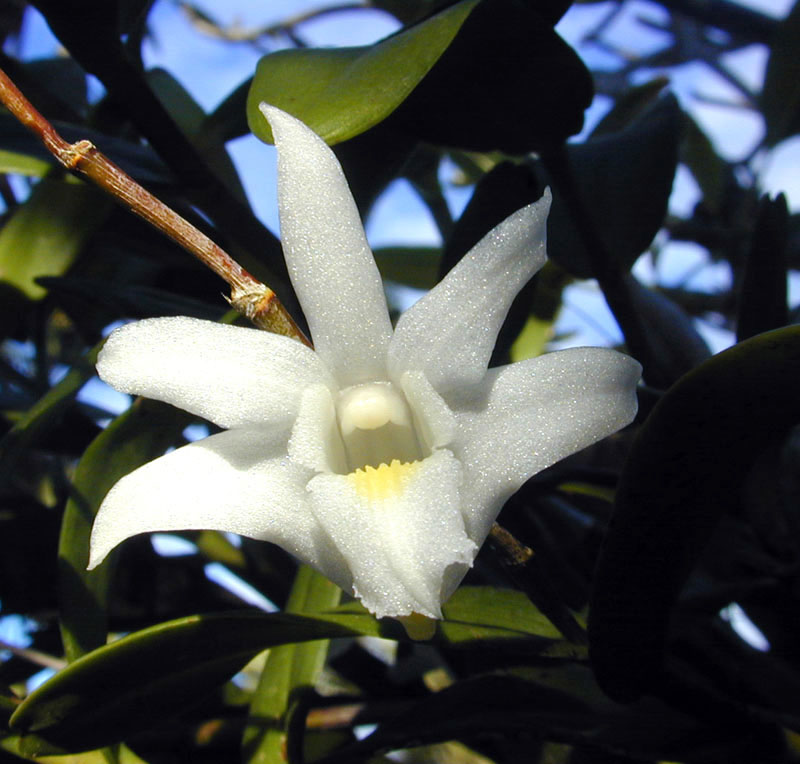
Flor

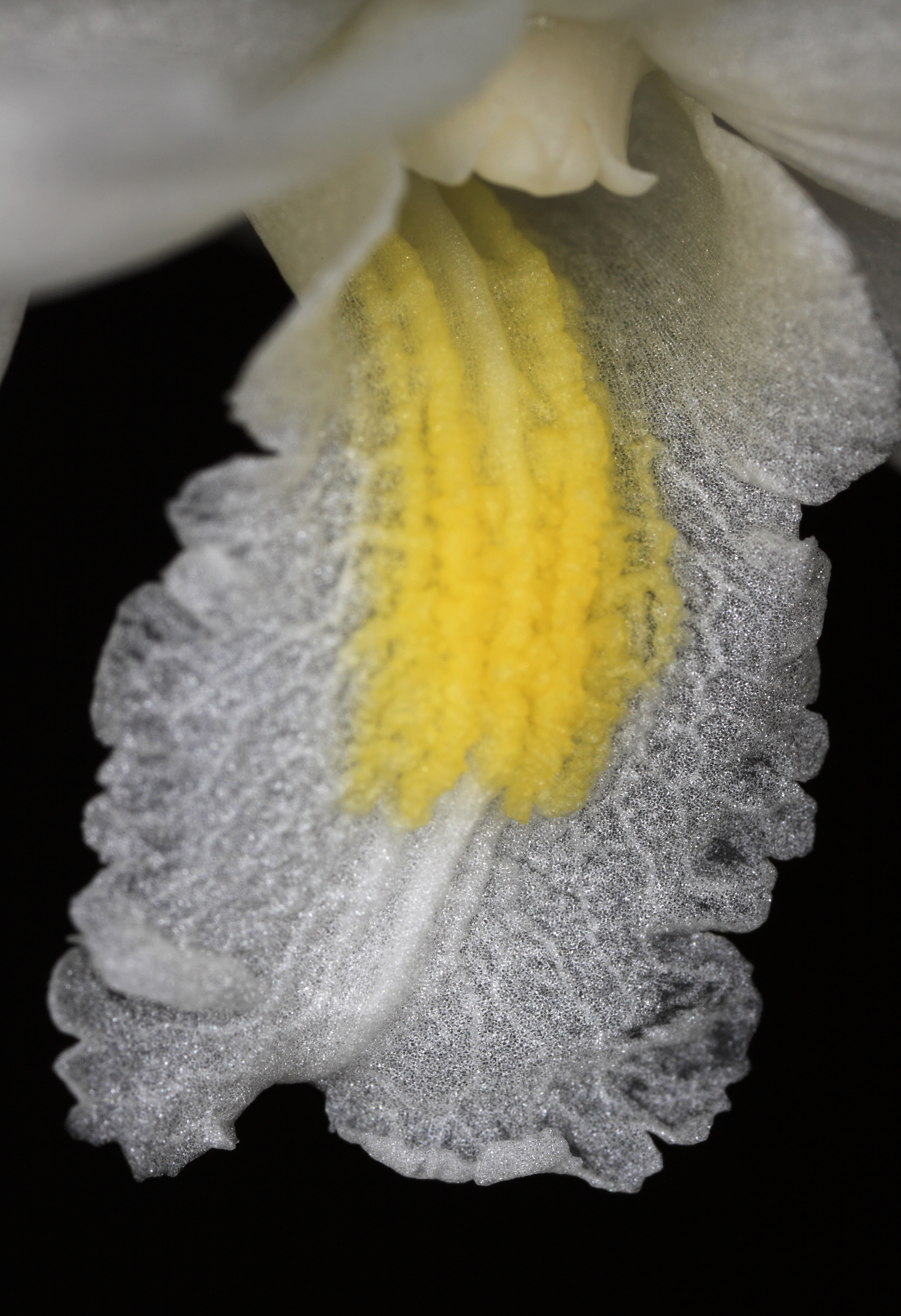
Detalle de la flor

## Descripción
Es una orquídea de pequeño tamaño con hábitos de epifita. Tiene pseudobulbos con forma de huso, basalmente hinchados por unos nodos, camellones, amarillo con la edad, los tallos llevan de 4 a 19 hojas,  espesas, coriáceas, hoja caduca con el tiempo. Florece en los nodos superiores de los deshojados bastones mayores con varias a muchas flores fragantes, aunque por solo unas pocas horas, después de un descenso de la temperatura por la lluvia. Esta especie se encuentra a menudo en asociación con las hormigas y puede beneficiarse de su presencia.

## Distribución y hábitat
Se encuentra en Hong Kong, Taiwán, India, Sri Lanka, Islas Andamán, Myanmar, Tailandia, Malasia, Camboya, Laos, Vietnam, Islas menores de la Sonda, Molucas, Sulawesi, Sumatra, Nueva Guinea, las isla de Navidad y Filipinas en los bosques semi-caducifolios y bosques de tierras bajas secas y bosques caducifolios de savana como a una altura desde el nivel del mar a los 500 metros.    

## Propiedades
En Java los frutos de esta especie junto con las frutas (no necesariamente todas juntas) de Plocoglottis javanica, Hippeophyllum scortechinii; y Bulbophyllum vaginatum se hierven y el jugo se aplica en los oídos para sanar el dolor de los mismos.
En Malaca, un estado dentro de la Península de Malasia las hojas  se aplican a las espinillas y se hierven como curativa. 
También en Java las flores se muelen para hacer una mezcla de usar para aquellos que se infectan con el cólera.

## Taxonomía
Dendrobium crumenatum  fue descrita por  Peter Olof Swartz  y publicado en Journal für die Botanik 2: 237. 1799.
Etimología
Dendrobium: nombre genérico que procede de la palabra griega (δένδρον) dendron = "tronco, árbol" y (βιος) Bios = "vida", en resumen significa "viven sobre los troncos de los árboles" (por su naturaleza epifita).
crumenatum: epíteto
Sinonimia
- Aporum crumenatum (Sw.) Brieger
- Aporum ephemerum (J.J.Sm.) Rauschert
- Aporum kwashotense (Hayata) Rauschert
- Aporum papilioniferum (J.J.Sm.) Rauschert
- Callista crumenata (Sw.) Kuntze
- Ceraia ephemera (J.J.Sm.) M.A.Clem.
- Ceraia papilionifera (J.J.Sm.) M.A.Clem.
- Ceraia parviflora (Ames & C.Schweinf.) M.A.Clem.
- Ceraia saaronica (J.Koenig) M.A.Clem. & D.L.Jones
- Ceraia simplicissima Lour.
- Dendrobium caninum (Burm.f.) Merr.
- Dendrobium ceraia Lindl.
- Dendrobium crumenatum var. parviflorum Ames & C.Schweinf.
- Dendrobium ephemerum (J.J.Sm.) J.J.Sm.
- Dendrobium kwashotense Hayata
- Dendrobium papilioniferum J.J.Sm.
- Dendrobium papilioniferum var. ephemerum J.J.Sm.
- Dendrobium schmidtianum Kraenzl.
- Dendrobium simplicissimum (Lour.) Kraenzl.
- Epidendrum caninum Burm.f.
- Epidendrum ceraia Raeusch.
- Epidendrum saaronicum J.Koenig
- Onychium crumenatum (Sw.) Blume[1][4]